# Coalitie onder leiding van de Servische Progressieve Partij

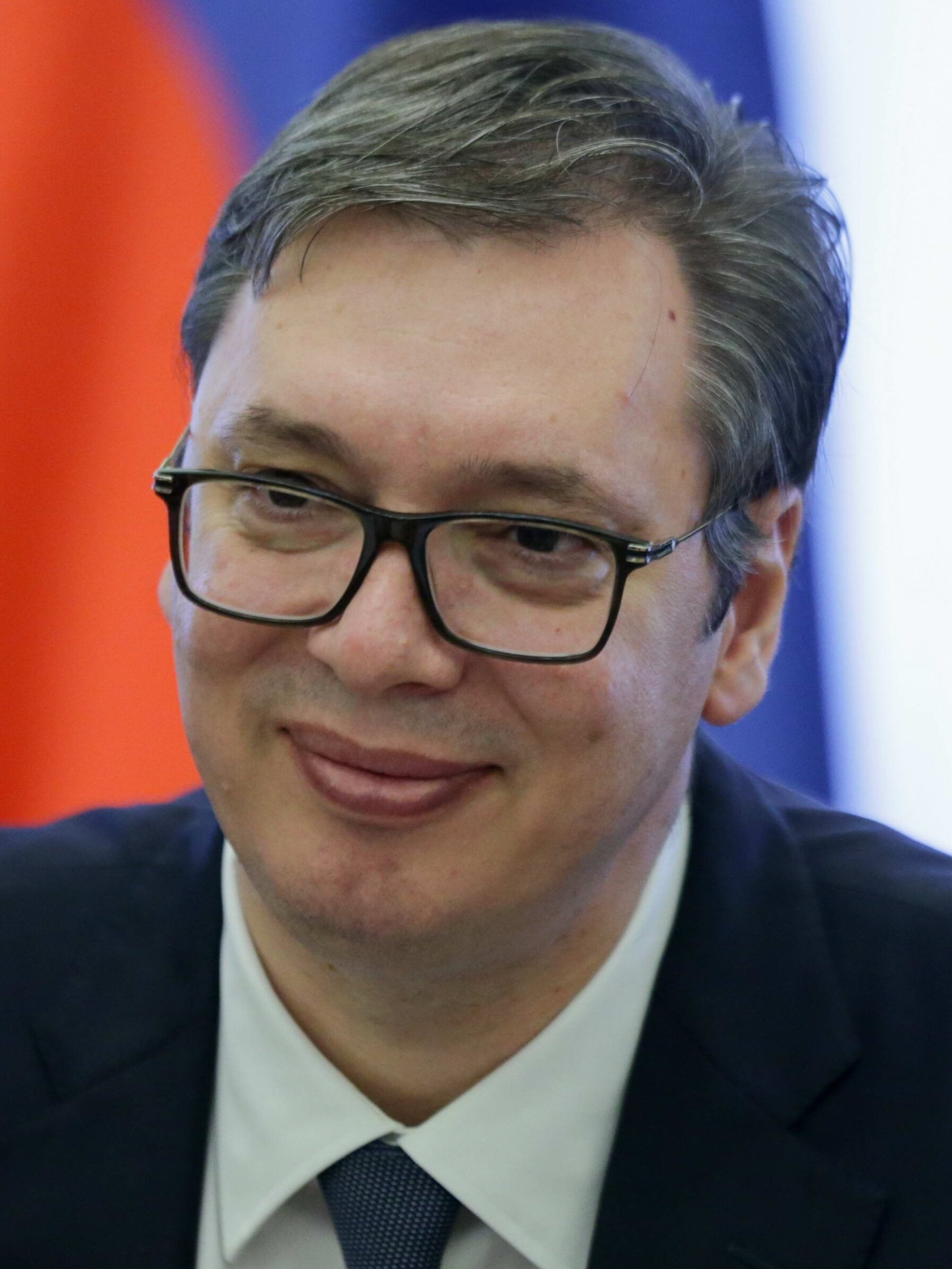
Aleksandar Vučić, lijsttrekker sinds 2014

De coalitie onder leiding van de Servische Progressieve Partij (SNS) is sinds 2012 aan de macht in Servië. In aanloop naar de verkiezingen van 2012 werd op initiatief van de SNS een politiek samenwerkingsverband gesticht die de naam "Laten we Servië in beweging brengen", in aanloop naar de verkiezingen van 2014 kreeg de alliantie de naam "De toekomst waarin wij geloven", terwijl voorafgaande aan de verkiezingen van 2016 de naam "Servië Wint" werd aangenomen. In 2020 werd de naam "Voor onze kinderen" gebruikt. De huidige naam, "Samen kunnen we alles voor elkaar krijgen" werd voorafgaande aan de verkiezingen van 2022 gebruikt.

## Aangesloten partijen (2022)
| Afbeelding                               | Partij | Oprichtingsdatum | Richting                       | Ideologie                                                                                       | Nationale Vergadering |
| ---------------------------------------- | --- | ---------------- | ------------------------------ | ----------------------------------------------------------------------------------------------- | --------------------- |
| Logo SNS                                 | Servische Progressieve Partij Српска напредна странка Srpska napredna stranka                                              | 2008             | Big tent                       | Nationalisme Economisch liberalisme Conservatisme                                               | 95 / 250              |
| Logo SDPS                                | Sociaaldemocratische Partij van Servië Социјалдемократска партија Србије Socijaldemokratska partija Srbije                 | 2008             | Centrumlinks                   | Sociaaldemocratie Pro-Europeanisme                                                              | 7 / 250               |
| Logo PUPS                                | Verenigde Partij van Gepensioneerden van Servië Партија уједињених пензионера Србије Partija ujedinjenih penzionera Srbije | 2005             | Centrumlinks                   | Belangen van gepensioneerden Sociaaldemocratie Populisme Sociaal-conservatisme Pro-Europeanisme | 6 / 250               |
|                                          | Beweging "Kracht van Servië" Покрет снага Србије Pokret snaga Srbije                                                       | 2004             | Centrumrechts                  | Conservatisme Economisch liberalisme                                                            | 3 / 250               |
|                                          | Servische Volkspartij Српска народна партија Srpska narodna partija                                                        | 2014             | Rechts                         | Nationaal-conservatisme Populisme                                                               | 2 / 250               |
| Logo SPO                                 | Servische Hernieuwingsbeweging Српски покрет обнове Srpski pokret obnove                                                   | 1990             | Centrumrechts                  | Liberalisme Conservatisme Monarchisme                                                           | 2 / 250               |
| PS                                       | Beweging van Socialisten Покрет социјалиста Pokret socijalista                                                             | 2008             | Syncretisch (Links)            | Democratisch socialisme Linksnationalisme                                                       | 2 / 250               |
| NSS                                      | Boerenvolkspartij Народна Сељачка Странка Narodna Seljačka Stranka                                                         | 1990             | Rechts                         | Agrarisme Populisme Nationaal-conservatisme                                                     | 1 / 250               |
|                                          | Verenigde Boerenpartij Уједињена сељачка странка Ujedinjena seljačka stranka                                               | 1990             | Centrumlinks tot Centrumrechts | Agrarisme Nationalisme Populisme Socialisme                                                     | 1 / 250               |
| Bron: Election results National Assembly | |                  |                                |                                                                                                 |                       |

## Verkiezingsuitslagen

Logo van de parlementaire fractie "Voor onze kinderen" (2020-2022)

| Jaar                                     | Leider           | Naam van de coalitie                                                             | Aantal stemmen | %     | Zetelaantal |
| ---------------------------------------- | ---------------- | -------------------------------------------------------------------------------- | -------------- | ----- | ----------- |
| 2012                                     | Tomislav Nikolić | Laten we Servië in beweging brengen Покренимо Србију Pokrenimo Srbiju            | 940.659        | 24,05 | 73 / 250    |
| 2014                                     | Aleksandar Vučić | De toekomst waarin wij geloven Будућност коју верујемо Budućnost u koju verujemo | 1.736.920      | 48,35 | 158 / 250   |
| 2016                                     | Aleksandar Vučić | Servië Wint Србија побеђује Srbija pobeđuje                                      | 1.823.14       | 48,25 | 131 / 250   |
| 2020                                     | Aleksandar Vučić | Voor onze kinderen За нашу децу Za našu decu                                     | 1.953.998      | 60,65 | 188 / 250   |
| 2022                                     | Aleksandar Vučić | Samen kunnen we alles voor elkaar krijgen Заједно можемо Zajedno možemo sve      | 1.635.101      | 42,96 | 120 / 250   |
| Bron: Election results National Assembly |                  |                                                                                  |                |       |             |